# Animantarx ramaljonesi
 Animantarx ramaljonesi (lat. “fortaleza viviente de Ramal Jones”) es la única especie conocida del género extinto Animantarx de dinosaurio tireóforo nodosáurido, que vivió a mediados del período Cretácico, hace aproximadamente 98 y 90 millones de años, en el Cenomaniense y Turoniense, en lo que hoy es Norteamérica. Este dinosaurio acorazado fue el primero en ser encontrado mediante el método de detección de radioactividad.

## Descripción

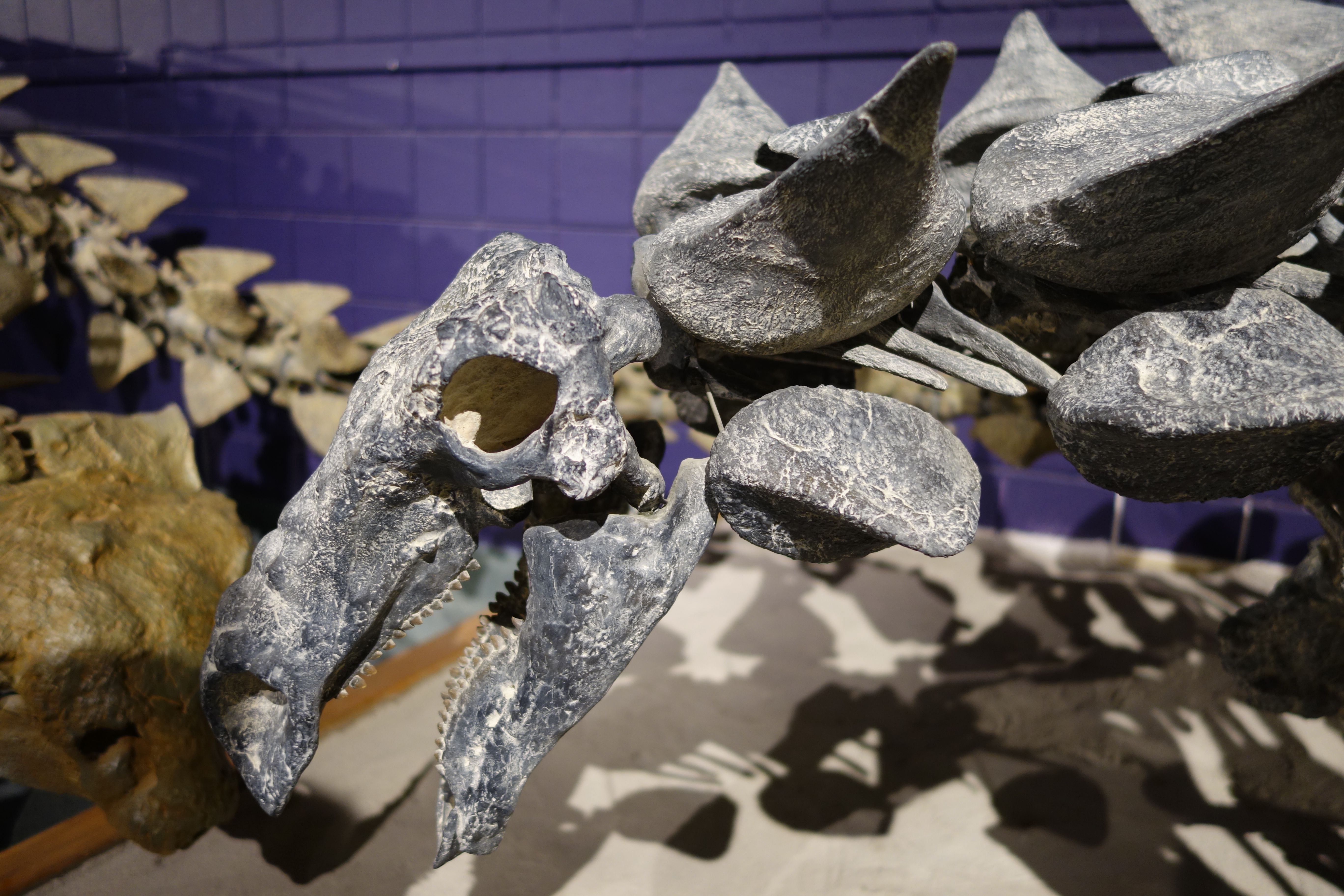
Detalle de calavera y cuello. Esqueleto reconstruido en el USU Eastern Prehistoric Museum, Price, Utah.

Animantarx tiene un cráneo alto abovedado, cuernos postorbitales muy pequeños, un pequeño cuerno en el cuadradojugal, y un coracoides alargado cerca del 63% la longitud del omóplato. El cráneo se estima en 25 centímetros de largo, lo que sugiere un animal entero de alrededor de 3 metros de largo. Animantarx es caracterizado por una combinación única de características, incluyendo cuernos posteriores pequeños del cráneo en los huesos postorbital y cuadradojugal del cráneo y solamente armada en mitad anterior de su cuerpo. Por lo menos otras 80 especies vertebradas se conocen de Mussentuchit, incluyendo pescados, de ranas, lagartos, serpientes, de cocodrilos, dinosaurios, pájaros, y mamíferos, aunque no todas son bastante completas como para nombrar. Muchos grupos de dinosaurios son representados por los fósiles de este lugar, incluyendo terópodos carnívoros así como varios diversos tipos herbívoros, incluyendo el iguanodóntido Eolambia.
La presencia de animales acuáticos como pescados y ranas, tan bien como sedimentos arcillosos en el cual se encuentran sus fósiles, sugiere que ésta fuera una zona de humedales.

## Descubrimiento e investigación
Animantarx es conocido por un cráneo parcial y una mandíbula derecha, y un esqueleto postcraneal parcial, incluyendo las vértebras, costillas, omóplato, coracoide, húmero, fémur e ilion izquierdo con el isquion, holotipo CEUM 6228R, encontrado en el Miembro Mussentuchit de la Formación Cedar Mountain en el este de Utah. Esta sección de la formación se cree que representa las últimas etapas tempranas del Albiense y el Cenomaniano del último período cretáceo, hace cerca de 106 a 97 millones de años. Dentro de la formación aparecen diversa especie del nodosáuridos. La capa más vieja, conocida como el miembro Yellow Cat, contiene a Gastonia, mientras que los miembros intermedios de Rancho Rubi y Poison Strip contienen los restos que pueden pertenecer a Sauropelta. Mussentuchit, que es el miembro más joven de la Cedar Mountain, contiene solamente a Animantarx. Mientras que hay muchos sitos para explorar, esta división de la especie del nodosáuridos corresponde con la de otros grupos del dinosaurio y proporciona a la ayuda para la hipótesis de que existieron tres faunas separadas en la formación Cedar Mountain. La fauna de Mussentuchit incluye muchos taxones que pueden tener origen asiático y sugieren que un acontecimiento de dispersión pudo haber ocurrido de Asia a Norteamérica alrededor de ese tiempo.

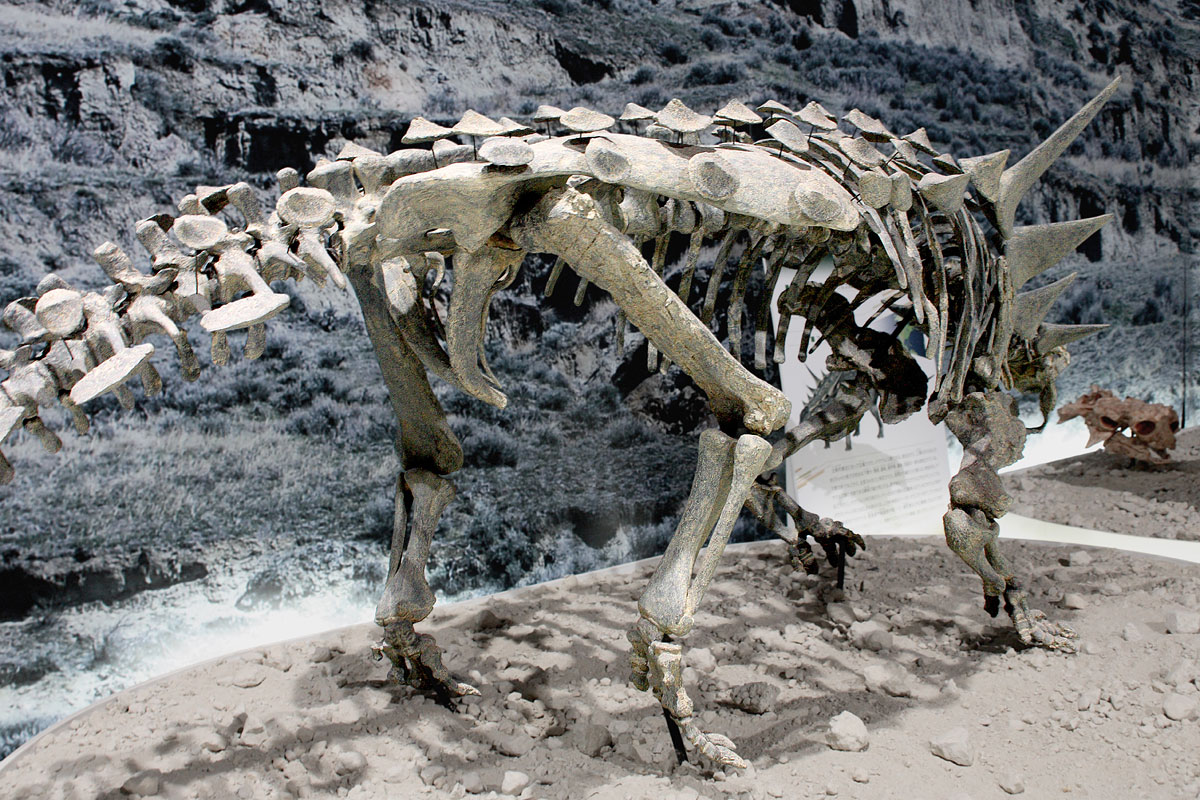
Otro ángulo del esqueleto.

El nombre se basa en la observación con respecto a los anquilosaurianos, que hiciese Richard Swann Lull donde los describe como "ciudadelas vivientes, estos animales deben haber sido prácticamente inatacables...". La especie se nombra por Ramal Jones, que descubrió el espécimen usando un centellometro modificado en un área sin huesos expuestos. Fue el primero descubierto por el técnico radiológico de la Universidad de Utah, cercano donde su esposa descubrió luego el primer espécimen de Eolambia. Él realizó una detallada búsqueda de radiación a través del área ya que se sabía que los huesos de allí eran levemente radiactivos. Encontrando un punto que emitía poca radioactividad, un equipo se dispuso a cavar el primer dinosaurio descubierto solamente por centellografía. Animantarx fue publicado originalmente como nomen nudum por Kirkland, Lucas y Estep en 1998 como Anamantarx.

## Clasificación

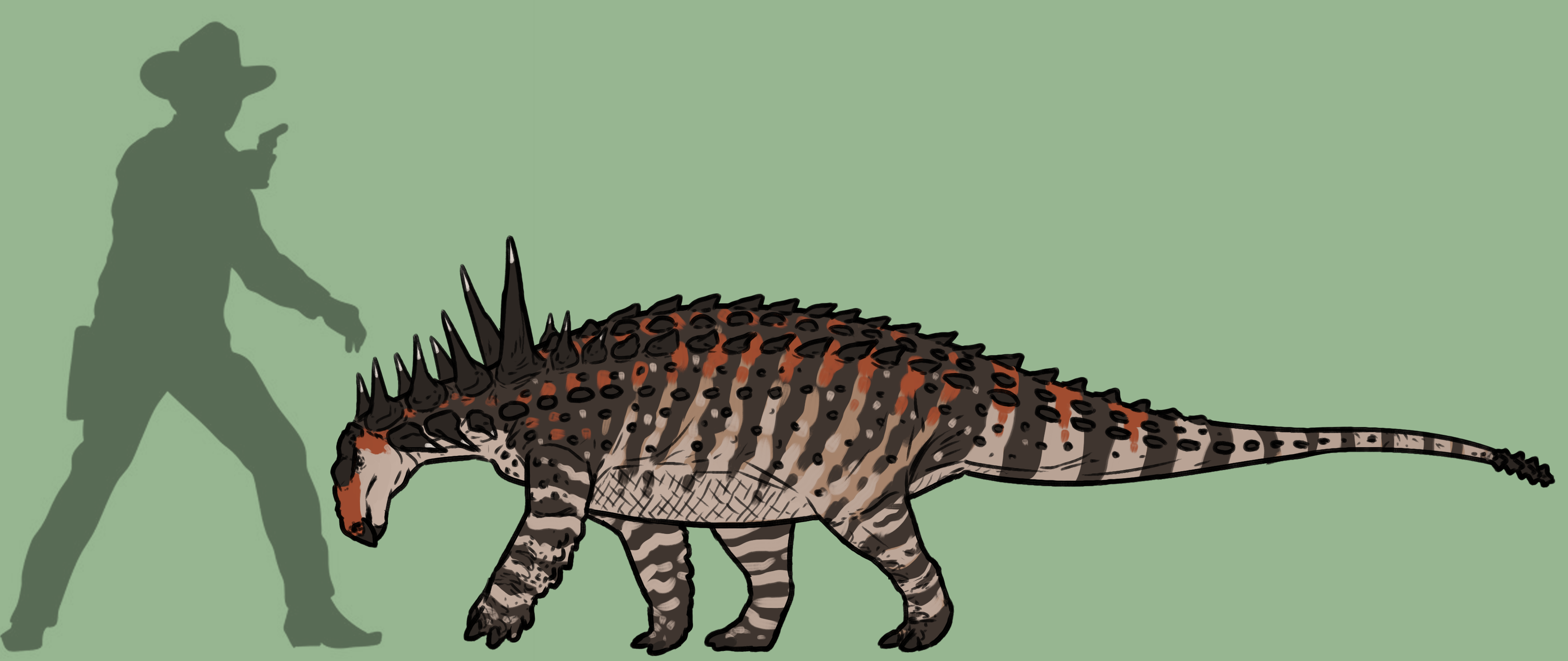
Reconstrucción del tamaño de un Animantarx ramaljonesi a escala de a una persona.

Animantarx es considerado en como un Ankylosauria de la familia Nodosauridae, aunque sus lazos exactos dentro de esa familia son inciertos. El análisis cladístico más reciente de la filogenia de los ankylosaurianos no incluye Animantarx, aunque los autores reconocen el género como incertae sedis de Nodosauridae debido a sus protuberancias supraorbital redondeadas y un acromion con forma de manija en la escápula. Dos estudios separados ha encontrado que Animantarx es el pariente más cercano de Edmontonia dentro de Nodosauridae.